# الداخلي
قرية الداخلي هي إحدى القرى التابعة لمركز كوم حمادة في محافظة البحيرة في جمهورية مصر العربية. حسب إحصاءات سنة 2006، بلغ إجمالي السكان في الداخلي 2196 نسمة، منهم 1069 رجل و1127 امرأة.